# Mignères
Mignères – miejscowość i gmina we Francji, w Regionie Centralnym, w departamencie Loiret.
Według danych na rok 1990 gminę zamieszkiwały 292 osoby, a gęstość zaludnienia wynosiła 57 osób/km² (wśród 1842 gmin Centre, Mignères plasuje się na 849. miejscu pod względem liczby ludności, natomiast pod względem powierzchni na miejscu 1360.).